# Ratchet & Clank: A Crack in Time
Ratchet & Clank: A Crack in Time (Ratchet & Clank Future: A Crack in Time i USA) er et platform-skydespil, der blev udviklet af Insomniac Games og blev udgivet af Sony Computer Entertainment. Det er fortsættelsen til Ratchet & Clank: Tools of Destruction og Ratchet & Clank: Quest for Booty, og er konklusionen på "Future"-trilogien, som den kendes som i USA. Spillet er planlagt udgivet til PlayStation 3 i USA den 27. oktober 2009 og i Europa.